# Jerjes II
Jerjes II fue un rey persa, hijo y sucesor de Artajerjes I. Tras un reinado de cuarenta y cinco días, fue asesinado en 424 a. C. por orden de su hermano Sogdiano, que fue asesinado a su vez por Darío II. 

## Biografía
Es un personaje histórico poco conocido, esencialmente por los escritos de Ctesias. Era supuestamente el único hijo legítimo de Artajerjes I y de su esposa Damaspia. Se sabe que ejerció como príncipe heredero de Persia. 
La última inscripción que menciona a Artajerjes I en vida puede ser fechada el 24 de diciembre de 424 a. C. Jerjes aparentemente tomó el trono, pero dos de sus hermanos ilegítimos lo reclamaron. El primero era Sogdiano, hijo de una concubina de Babilonia. El segundo era Oco, hijo de la concubina Cosmartidene de Babilonia. Él se casó con su hermanastra Parisátide, la hija de Artajerjes I y de la concubina Alogyne (o Alogune) de Babilonia. 
Supuestamente Jerjes solo era reconocido en Persia y Sogdiano en Elam. La primera inscripción de Darío II puede ser fechada el 10 de enero de 423 a. C., era ya sátrapa de Hircania y pronto fue reconocido por los medos, babilonios y egipcios. 
Fue supuestamente embriagado y asesinado por Farnacias y Menostanes a las órdenes de Sogdiano. 
Aunque Sogdiano ganó aparentemente el apoyo de sus regiones, murió unos meses más tarde. Darío II llegó así a ser el único gobernante del Imperio aqueménida reinando hasta 404 a. C.